# NGC 916
NGC 916 este o galaxie lenticulară situată în constelația Berbecul. A fost descoperită în 5 septembrie 1864 de către Albert Marth. Se află la o distanță de 129,37 de megaparseci de Pământ.